# Teodor Macapuła
Teodor Macapuła IVE (ur. 21 sierpnia 1981 w Kryłos) – ukraiński duchowny katolicki obrządku bizantyńsko-rusińskiego, biskup eparchii mukaczewskiej Kościoła katolickiego obrządku bizantyjsko-rusińskiego od 2024. 

## Życiorys

### Prezbiterat
Święcenia kapłańskie przyjął 10 lutego 2008 w Instytucie Słowa Wcielonego. Przez kilka lat pracował duszpastersko wśród wiernych obrządku bizantyjsko-rusińskiego żyjących poza granicami Ukrainy. W latach 2013–2019 był protoihumenem ukraińskiej delegaury zakonnej, a od 2017 pełnił funkcję syncela eparchii mukaczewskiej ds. zakonnych.

### Episkopat
8 maja 2024 papież Franciszek mianował go biskupem eparchii mukaczewskiej. Chirotonii udzielił mu 16 lipca 2024 arcybiskup Wołodymyr Wijtyszyn.